# Gierałtowice (gmina)
Pour les articles homonymes, voir Gierałtowice (homonymie).
La gmina de Gierałtowice est une commune rurale polonaise de la voïvodie de Silésie et du powiat de Gliwice. Elle s'étend sur 39 km2 et comptait 10 680 habitants en 2006. Son siège est le village de Gierałtowice qui se situe à environ 9 kilomètres au sud-est de Gliwice et à 21 kilomètres à l'ouest de Katowice.

## Villages
La gmina de Gierałtowice comprend les villages de Chudów, Gierałtowice, Paniówki et Przyszowice.

## Villes et gmina voisines
La gmina de Gierałtowice est voisine des villes de Gliwice, Knurów, Mikołów, Ruda Śląska et Zabrze, et de la gmina d'Ornontowice.